# Воробьёвка (Мордовия)
Воробьёвка — деревня  в Кочкуровском районе Республики Мордовия Российской Федерации. Входит в состав  Булгаковского сельского поселения.

## География
Находится на расстоянии примерно 9 километров по прямой на запад от районного центра села Кочкурово.
Улица одна — Нагорная.

## Население
| 2002 | 2010 |
| ---- | ---- |
| 16   | ↘15  |

Постоянное население составляло 16 человек (русские 81 %) в 2002 году, 15 в 2010 году.

## Известные уроженцы, жители
Колесников, Семён Ефремович, полный кавалер ордена Славы, родился 22 февраля 1921 года в деревне Воробьёвка.

## Инфраструктура
Личное подсобное хозяйство с зоной сельскохозяйственного использования, индивидуальная застройка усадебного типа.

## Транспорт
Доступна автомобильным транспортом.